# Marvin Stefaniak
Marvin Stefaniak (Hoyerswerda, 3 februari 1995) is een Duits voetballer die doorgaans speelt als middenvelder. In juli 2022 verruilde hij Würzburger Kickers voor Erzgebirge Aue.

## Clubcarrière
Stefaniak speelde in de jeugd van Borea Dresden en in 2011 werd hij opgenomen in de opleiding van Dynamo Dresden. Twee jaar later hevelde de clubleiding hem over naar het eerste elftal. Hier maakte de middenvelder zijn debuut op 15 februari 2014, toen op bezoek bij FSV Frankfurt met 3–2 werd verloren. Stefaniak kwam zes minuten voor het einde van de wedstrijd als invaller het veld op. In zijn eerste seizoen in de hoofdmacht degradeerde de Duitser met Dynamo naar de 3. Liga. Hier werd hij een belangrijke basisspeler en hij maakte op 30 augustus 2014 zijn eerste doelpunt als professioneel voetballer. Op bezoek bij Wehen Wiesbaden tekende hij na drieëntachtig minuten voor de 0–2, ook de einduitslag. Eerder had Justin Eilers de openingstreffer op zijn naam gezet. In het seizoen 2015/16 werd Dynamo kampioen en promoveerde het weer naar de 2. Bundesliga.
Na de zomer tekende Stefaniak voor VfL Wolfsburg, waar hij een jaar later naar zou vertrekken. Met de overgang was circa anderhalf tot twee miljoen euro gemoeid. Wolfsburg degradeerde dat seizoen bijna en in dat geval zou de overgang geen doorgang vinden. Doordat die club toch in de Bundesliga bleef, vertrok Stefaniak alsnog naar Wolfsburg. Hij ondertekende een contract voor vijf seizoenen. Na een halfjaar zonder competitieoptredens, verhuurde Wolfsburg de middenvelder voor de rest van het seizoen 2017/18 aan 1. FC Nürnberg. In de zomer van 2019 nam Greuther Fürth de middenvelder op huurbasis over voor twee seizoenen. Na een jaar keerde hij weer terug bij Wolfsburg, wat hem daarop stalde bij Dynamo Dresden. Na zijn terugkeer bij Wolfsburg kreeg hij geen speeltijd, waarop hij in januari 2022 vertrok naar Würzburger Kickers. Hier verbleef hij een half seizoen, voor Erzgebirge Aue zijn nieuwe club werd.

## Clubstatistieken
| Seizoen | Club               | Competitie    | Competitie | Competitie | Beker | Beker | Internationaal | Internationaal | Totaal | Totaal |
| Seizoen | Club               | Competitie    | Wed.       | Dlp.       | Wed.  | Dlp.  | Wed.           | Dlp.           | Wed.   | Dlp.   |
| ------- | ------------------ | ------------- | ---------- | ---------- | ----- | ----- | -------------- | -------------- | ------ | ------ |
| 2013/14 | Dynamo Dresden     | 2. Bundesliga | 8          | 0          | 0     | 0     | —              | —              | 8      | 0      |
| 2014/15 | Dynamo Dresden     | 3. Liga       | 32         | 2          | 3     | 0     | —              | —              | 35     | 2      |
| 2015/16 | Dynamo Dresden     | 3. Liga       | 34         | 4          | 0     | 0     | —              | —              | 34     | 4      |
| 2016/17 | Dynamo Dresden     | 2. Bundesliga | 26         | 1          | 2     | 0     | —              | —              | 28     | 1      |
| 2017/18 | VfL Wolfsburg      | Bundesliga    | 0          | 0          | 0     | 0     | —              | —              | 0      | 0      |
| 2017/18 | → 1. FC Nürnberg   | 2. Bundesliga | 9          | 1          | 0     | 0     | —              | —              | 9      | 1      |
| 2018/19 | VfL Wolfsburg      | Bundesliga    | 0          | 0          | 0     | 0     | —              | —              | 0      | 0      |
| 2019/20 | → Greuther Fürth   | 2. Bundesliga | 18         | 1          | 1     | 0     | —              | —              | 19     | 1      |
| 2020/21 | → Dynamo Dresden   | 3. Liga       | 22         | 0          | 1     | 0     | —              | —              | 23     | 0      |
| 2021/22 | VfL Wolfsburg      | Bundesliga    | 0          | 0          | 0     | 0     | —              | —              | 0      | 0      |
| 2021/22 | Würzburger Kickers | 3. Liga       | 14         | 0          | 0     | 0     | —              | —              | 14     | 0      |
| 2022/23 | Erzgebirge Aue     | 3. Liga       | 28         | 5          | 1     | 0     | —              | —              | 29     | 5      |
| 2023/24 | Erzgebirge Aue     | 3. Liga       | 35         | 9          | 0     | 0     | —              | —              | 35     | 9      |
| 2024/25 | Erzgebirge Aue     | 3. Liga       | 23         | 7          | 1     | 0     | —              | —              | 24     | 7      |
| Totaal  | Totaal             | Totaal        | 249        | 30         | 9     | 0     | 0              | 0              | 258    | 30     |

Bijgewerkt op 9 april 2025.

## Erelijst
| 3. Liga | 2 | 2015/16, 2020/21 |